# KFCコーポレーション
KFCコーポレーション（KFC Corporation、ケンタッキー・フライド・チキンの略称）は、アメリカ合衆国のファストフードチェーン。
世界規模で展開し、世界で初めてフランチャイズビジネスを創始した。現在はペプシコ社から分派したヤム・ブランズの傘下である。

## 歴史

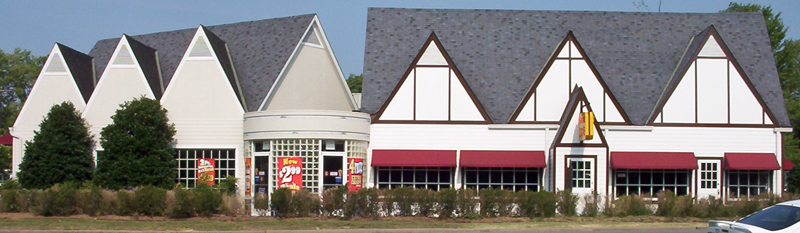
ケンタッキー州ノースコービンのハーランド・サンダース・カフェ・アンド・ミュージアム

カーネル・ハーランド・サンダースは1890年に生まれ、インディアナ州のヘンリービル郊外の農場で育った。13歳で実家を離れたあと、サンダースは鉄道職員や保険外交員などいくつかの職業に就いたが、そのキャリアは常に順調というわけではなかった。
1930年、サンダースはケンタッキー州ノースコービン（アパラチア山脈のはずれにある小さな町）を通る国道25号線沿いのシェルのガソリンスタンドの経営を引き受けた。その年の6月までに、サンダースは物置を改造して自前のダイニングテーブルを設置し、小さな食事スペースをつくった上で、立ち寄ったドライバーにステーキやカントリーハムなどの料理を提供するようになった。1934年、反対側の給油所の方がドライバーの視界に入りやすいため、サンダースは国道25号線の向かい側にあるピュア・オイルのガソリンスタンドの経営を前任者から引き継いだ。サンダースがフライドチキンの販売を始めたのもこの時からだった。1936年までには、サンダースが経営するビジネスの成功は広く認められるものになっており、ルビー・ラフーン知事からケンタッキー・カーネルの名誉称号を授与されるほどだった。1940年7月、サンダースは「11種のハーブとスパイスからなるオリジナルレシピ」として後に知られるようになるレシピを完成させた。
1950年にローレンス・ウェザビー知事によってケンタッキー・カーネル（名誉大佐）に再任命されたあと、サンダースはその立場にふさわしい服装をするようになった。ヤギひげを生やし、黒のフロックコート（後に白のスーツに変更）とストリング・タイを着用したサンダースは、自らを「カーネル」の肩書きで呼んだ。サンダースのレストランの客のほとんどは車で移動するドライバーであり、1955年に計画中の州間高速道路75号線のルートがケンタッキー州コービンをバイパスすることが公表されたとき、サンダースは資産を売り払ってアメリカ各地を回り、レストランのオーナーに自らのフライドチキンを売り込んだ。サンダースは、1952年にはすでにユタ州サウス・ソルトレイク市のピート・ハーマン（市内でも最大規模のレストランの経営者）にフライドチキンのレシピをフランチャイズして成功を収めていた。
「ケンタッキーフライドチキン」という名称は、ハーマンが雇った看板書きのダン・アンダーソンによって創り出された。サンダースは、この名称が自分のフライドチキンと一般のレストランで提供される「南部風フライドチキン」（ディープフライで調理される）をはっきりと区別するのに役立つと考え、自らのビジネスにも取り入れた。
1964年、サンダースはジョン・Y・ブラウンらのグループに200万ドル（2013年の貨幣価値で約1500万米ドル）でKFCを売却した。売却に際しての契約内容には、サンダースへの終身給与の支給に加え、サンダースが品質管理責任者として役職にとどまり、会社のトレードマークとしてコマーシャルに出演するという合意が含まれていた。1967年までに、KFCはアメリカで6番目に売上高の大きいレストランチェーンに成長しており、その売り上げの30パーセントがテイクアウトによるものだった。1970年には、KFCチェーンは48の国で3000の店舗を抱えていた。1971年7月、ブラウンはKFCを、コネチカット州に本拠を置く加工食品・加工飲料会社のヒューブライン社に2億8500万ドル（2013年の貨幣価値で約16億米ドル）で売却した。ヒューブライン社には過去にファストフード店を経営した経験がなく、その自信過剰な経営は香港のような海外市場においてKFCを失速させた。1975年には2年間の活動の後、KFCは香港での事業から撤退した。1977年、ヒューブライン社はマイケル・A・マイルズをKFCチェーンの経営者に抜擢した。マイルズは、経営難のKFCを原点回帰路線で立て直した功労者と見なされている。
1980年には、肺炎によりハーランド・サンダースが90歳で死去した。サンダースは死の直前まで、自らの商品を宣伝しつつ、年間20万 - 25万マイルを主に車を利用して旅していた。
1983年の時点で、全世界55の国で5800のKFC店舗が存在していた。同じ1983年には、ゼネラル・シネマがヒューブライン社の株式の18パーセントを取得した。敵対的買収を警戒したヒューブライン社は、タバコ会社R.J.レイノルズに自社のホワイト・ナイトとなるよう申し入れ、R.J.レイノルズが13億ドルでヒューブライン社を買収することになった。R.J.レイノルズの傘下となったKFCは、1983年にマクドナルドチェーン全体で展開されたチキンマックナゲットとの競争を強いられた。KFCは1985年に「ケンタッキーナゲット」と呼ばれる独自ブランドのチキンナゲットを発売した。
1986年7月、R.J.レイノルズはKFCをペプシコに簿価8億5000万ドル（2013年の貨幣価値で約18億米ドル）で売却した。1987年11月、KFCは北京に出店し、中国で展開する最初の欧米のレストランチェーンとなった。1989年、第1四半期におけるKFCの売り上げは30パーセント上昇し、その金額は2億8000万米ドルに達した。1991年6月、シンガポールの店舗でKFC史上初となる朝食メニューの販売が開始された。KFCはアメリカ市場で苦戦を強いられ、ペプシコのレストラン部門でもっとも貧弱な事業となっていたが、その一方でアメリカ以外の市場では急成長を遂げていた。なかでも、日本のKFCは特筆すべき成功を収めていた。1992年になる頃には、KFCの売上高の半分近くがアメリカ国外の市場で稼ぎ出されていた。1993年までに、アジア太平洋地域における売り上げはKFC全体の売上高の22パーセントを占めるほどになった。
1997年8月、ペプシコは自社のレストラン部門を「トライコン・グローバル・レストランズ」として分離独立させた。トライコン社は2002年に名称をヤム・ブランズに変更した。ヤム・ブランズはKFCのオーナーとして、ペプシよりも明確な意志を持った経営を行っており、アメリカ国内の店舗数は減少したものの、KFCはアジア、南アメリカ、アフリカ地域で成長を続けている。2015年末の時点で、KFCは全世界125の国と地域で1万9952店舗を展開しており、KFCにとって最大の市場である中国には5003店舗が存在する。
2020年6月、同年11月12日にゲーム機「KFConsole」を発売すると発表。異例ともいえる飲食業からのゲーム機市場参入となった。
2022年10月24日、ロシアのウクライナ侵攻を受けて、ロシアでの事業を現地企業に売却することで合意した。その後、現地企業はロシア国内のKFC店舗名称を「ロスティクス」に変更した上で2023年4月25日に第1号店をモスクワ市内に開店した。

## CI
1991年、正式名称が「ケンタッキーフライドチキン」から「KFC」へと変更された。これはイメージ戦略の一環であり、
- 消費者の健康志向に応えて揚げ物（Fried）の持つ不健康なイメージを払拭する[39]

という3つの狙いがあった。だがファクトチェックサイトのスノープスによると、名称変更の1年前にケンタッキー州が「ケンタッキー」の商標登録を行ったため、商標使用料の支払を回避するために名称を変更したとされる。
カナダのケベック州ではフランス語の名称の頭文字を取って「PFK」（Poulet Frit Kentucky）と略す。さらにフランス国内では「KFC」と称している。中国語での漢字表記は「肯德基」。
キャッチフレーズは"It’s finger lickin’ good." 1970年代の日本のテレビCMでは「指まで舐めちゃうおいしさ」と訳されていた。これ以外にも"Nobody does chicken like KFC"や "so good"などのフレーズが使用されていた時期もある。

## 世界展開

KFCの店舗がある国（赤色。2022年4月時点）

| 国               | 展開開始年 | 地域（大陸） | 店舗数 | 補記                      |
| ---------------- | ---------- | ------------ | ------ | ------------------------- |
| アメリカ合衆国   | 1930       | アメリカ     | 4062   |                           |
| カナダ           | 1953       | アメリカ     | 639    |                           |
| メキシコ         | 1965       | アメリカ     | 393    |                           |
| イギリス         | 1965       | ヨーロッパ   | 909    | 欧州で最初                |
| フィリピン       | 1967       | アジア       | 332    | アジアで最初              |
| オーストラリア   | 1968       | オセアニア   | 653    | オセアニアで最初          |
| ドイツ           | 1968       | ヨーロッパ   | 189    |                           |
| 日本             | 1970       | アジア       | 1131   |                           |
| スペイン         | 1970       | ヨーロッパ   | 143    |                           |
| 南アフリカ共和国 | 1971       | アフリカ     | 955    | アフリカで最初            |
| ニュージーランド | 1971       | オセアニア   | 100    |                           |
| アイルランド     | 1971       | ヨーロッパ   | 40     |                           |
| エジプト         | 1973       | アフリカ     | 164    |                           |
| オランダ         | 1972       | ヨーロッパ   | 77     |                           |
| クウェート       | 1973       | アジア       | 66     |                           |
| サウジアラビア   | 1975       | アジア       | 220    |                           |
| カタール         | 1976       | アジア       | 39     |                           |
| オマーン         | 1977       | アジア       | 36     |                           |
| インドネシア     | 1979       | アジア       | 689    |                           |
| 韓国             | 1984       | アジア       | 190    |                           |
| タイ王国         | 1984       | アジア       | 717    | 1970年 - 1975年にもあった |
| 台湾             | 1985       | アジア       | 153    |                           |
| 中華人民共和国   | 1987       | アジア       | 7980   |                           |
| ポーランド       | 1992       | ヨーロッパ   | 315    |                           |
| ハンガリー       | 1992       | ヨーロッパ   | 80     |                           |
| チェコ           | 1995       | ヨーロッパ   | 114    |                           |
| インド           | 1995       | アジア       | 395    |                           |
| ルーマニア       | 1997       | ヨーロッパ   | 94     |                           |
| ベトナム         | 1997       | アジア       | 136    |                           |
| フランス         | 2001       | ヨーロッパ   | 262    | 1991 - 1992にもあった。   |
| マレーシア       | 2004       | アジア       | 718    | 1973 - 1992にも。         |
| トルコ           | 1989       | アジア       | 142    |                           |
| パキスタン       | 1997       | アジア       | 92     | 1960 - 1970               |
| シンガポール     | 1977       | アジア       | 86     |                           |
| イタリア         | 2014       | ヨーロッパ   | 68     |                           |
| カザフスタン     | 2008       | アジア       | 66     |                           |
| ウクライナ       | 2012       | ヨーロッパ   | 48     |                           |
| スリランカ       | 1995       | アジア       | 39     |                           |
| ポルトガル       | 1994       | ヨーロッパ   | 34     |                           |
| ブルガリア       | 1994       | ヨーロッパ   | 28     |                           |
| ヨルダン         | 1973       | アジア       | 27     |                           |
| バングラデシュ   | 2006       | アジア       | 26     |                           |
| バーレーン       | 1973       | アジア       | 24     |                           |
| ナイジェリア     | 2009       | アフリカ     | 24     |                           |
| リビア           | 1973       | アジア       | 23     |                           |
| ケニア           | 2011       | アフリカ     | 23     |                           |
| ナミビア         | 1992       | アフリカ     | 21     |                           |
| ガーナ           | 2011       | アフリカ     | 33     |                           |
| モロッコ         | 2001       | アフリカ     | 18     |                           |
| ブルネイ         | 1992       | アジア       | 17     |                           |
| ボツワナ         | 1992       | アフリカ     | 16     |                           |
| ベルギー         | 2019       | ヨーロッパ   | 15     |                           |
| セルビア         | 2007       | ヨーロッパ   | 13     |                           |
| コソボ           | 2016       | ヨーロッパ   | 13     |                           |
| ウズベキスタン   | 2018       | アジア       | 13     |                           |
| ギリシャ         | 1992       | ヨーロッパ   | 12     |                           |
| モザンビーク     | 2007       | アフリカ     | 12     |                           |
| ネパール         | 2009       | アジア       | 12     |                           |
| モンゴル         | 2013       | アジア       | 12     |                           |
| ウガンダ         | 2013       | アフリカ     | 18     |                           |
| スウェーデン     | 2014       | ヨーロッパ   | 12     |                           |
| イスラエル       | 2020       | アジア       | 12     | 1993 - 2014にもあった。   |
| オーストリア     | 2005       | ヨーロッパ   | 11     | 1970 - 1975にも。         |
| アルメニア       | 2007       | アジア       | 11     |                           |
| カンボジア       | 2008       | アジア       | 11     |                           |
| アゼルバイジャン | 2011       | アジア       | 11     |                           |
| スイス           | 2017       | ヨーロッパ   | 11     | 1980 - 2004にも。         |
| チュニジア       | 2018       | アフリカ     | 10     |                           |
| デンマーク       | 1992       | ヨーロッパ   | 10     | 1970 - 1991にも。         |
| アンゴラ         | 2012       | アフリカ     | 9      |                           |
| アイスランド     | 1980       | ヨーロッパ   | 8      |                           |
| クロアチア       | 2011       | ヨーロッパ   | 8      |                           |
| イラク           | 2015       | アジア       | 8      |                           |
| アルバニア       | 2016       | ヨーロッパ   | 8      |                           |
| スーダン         | 2019       | アフリカ     | 8      |                           |
| スロバキア       | 2006       | ヨーロッパ   | 7      |                           |
| エストニア       | 2019       | ヨーロッパ   | 7      |                           |
| リトアニア       | 2007       | ヨーロッパ   | 6      |                           |
| ジンバブエ       | 2013       | アフリカ     | 6      | 1991 - 2008にも。         |
| タンザニア       | 2013       | アフリカ     | 6      |                           |
| コートジボワール | 2018       | アフリカ     | 6      |                           |
| フィンランド     | 2021       | ヨーロッパ   | 6      |                           |
| ジョージア       | 2010       | ヨーロッパ   | 5      |                           |
| マケドニア       | 2018       | ヨーロッパ   | 5      |                           |
| ザンビア         | 2011       | アフリカ     | 4      |                           |
| キルギスタン     | 2017       | アジア       | 4      |                           |
| ガボン           | 2019       | アフリカ     | 4      |                           |
| セネガル         | 2019       | アフリカ     | 3      |                           |

### 日本
日本では1968年7月に設立。1970年3～9月の日本万国博覧会に実験店を出店。同年11月より店舗展開している。日本における提携先・マスターライセンシーは日本ケンタッキー・フライド・チキン。
地方によって呼び方が変わる。「ケンタ」は関東、東北地方なのに対し、東海地方以西は「ケンチキ」と呼ぶ人が多い。１人当たりの消費量では、沖縄県が全国一位となっている。

### 中国・香港
1973年に出店。当時は香港人の食習慣に合わず一時撤退しているが、再上陸後はポピュラーなファストフード店として認知されている。

### 台湾
1984年に出店。当時は統一企業がライセンシーであったが、現在は香港のジャーディン・マセソン系列企業が経営権を持っている。

### 韓国
1984年に出店。斗山グループのSRSコリアが経営権を持っている。

### 中華人民共和国
1987年に北京に第一号店出店。いつ時点で650以上の都市に3,200店という状態だった。

### 東南アジア
東南アジア諸国のほとんどは、ハンバーガーよりチキンのほうが人気のため、マクドナルドより高いシェアを持つ。ただしフィリピンは例外で、ジョリビーが高いシェアを持つため、ケンタッキーはジョリビーよりは人気がない。

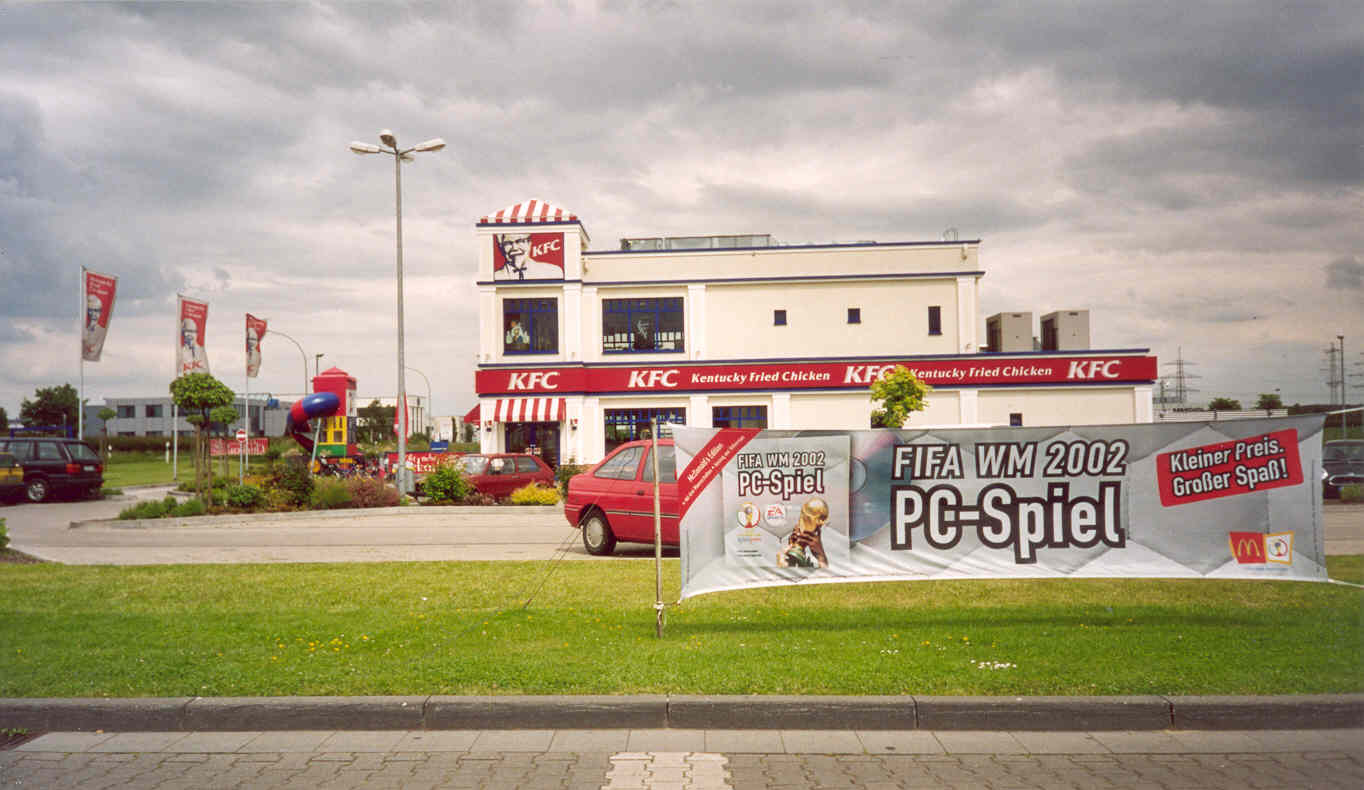
ドイツ、アーヘンのKFC
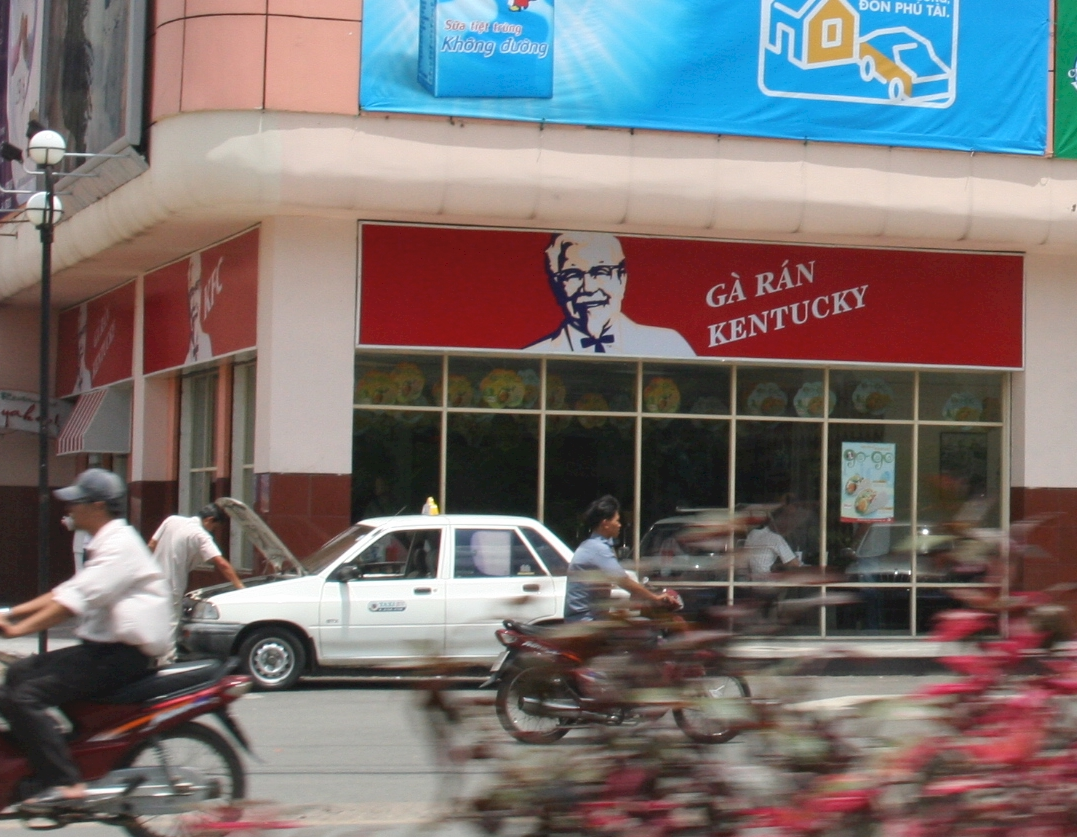
ホーチミン市、ベトナムのKFC
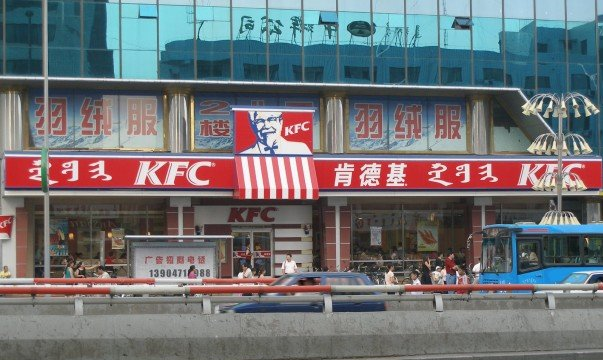
中国内蒙古自治区呼和浩特市のKFC。漢字の「肯徳基」表記とモンゴル文字の表記が特徴
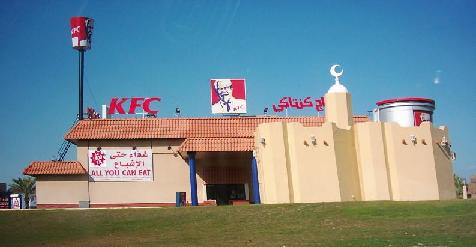
クウェートのKFC

## 商品・サービス

### 調理法

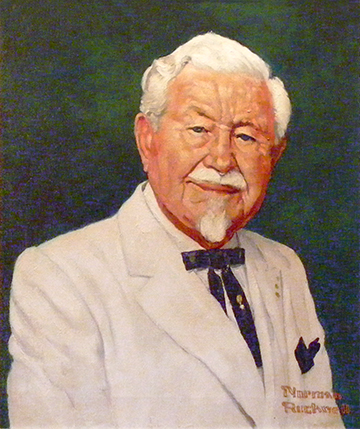
カーネル・サンダース

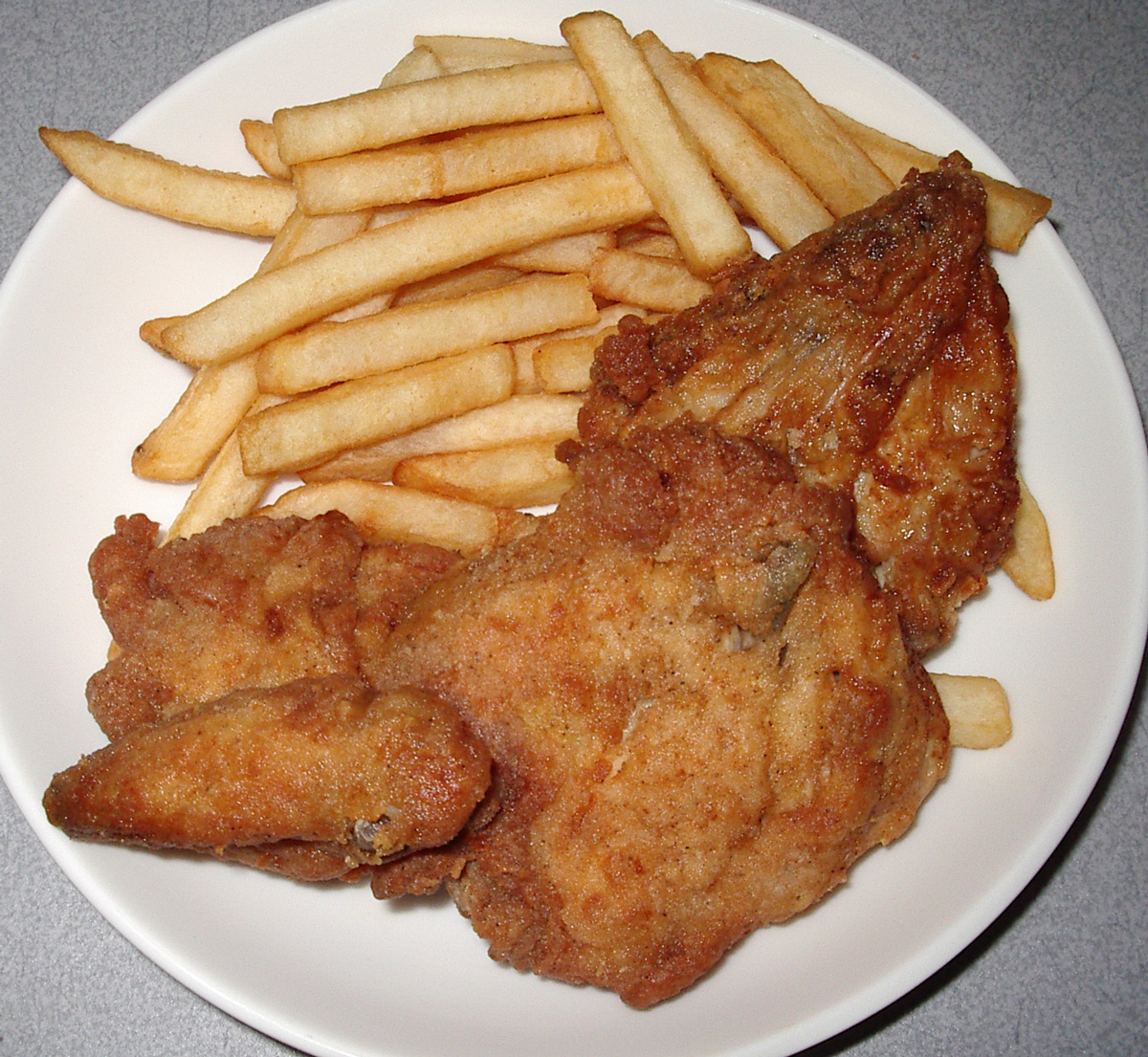
KFCのフライドチキンとポテト

カーネル・サンダース（本名：Harland David Sanders 1890年 – 1980年）によって1930年にケンタッキー州コービンのガソリンスタンドに「サンダースカフェ」が併設され人気を得た。1939年に考案されたフライドチキンの調理法が礎になっており、調理機材などの進化はあるにせよ、基本的な調理法はまったく変わっておらず、90年以上同じ味を維持し続けている。
カーネル・サンダースが直筆で書いたレシピは過去68年間本社から動かされることがなかったが、セキュリティの近代化に伴い、レシピも新たな場所へと移動された。このことがニュース記事となったほどである。
鶏肉を揚げる際、自社具材の加熱調理向けに設計・製造された専用の業務用圧力フライヤーを使用するが、家庭用の煮炊き向けに製造された圧力鍋を代用して店舗と同様の加圧調理を行うことはできない。なぜならば、日本国内で販売されているいずれの家庭用圧力鍋も、それを揚げ物料理に使用する行為は前提にされず、その製品に付属の取扱説明書で禁止されるなど、主に安全面において保証がないためである（理由の詳細は圧力釜の項を参照）。
KFCでは、揚げ油に保存性の良いショートニングを使用してきた。ショートニングに多く含まれるトランス脂肪酸は人体に有害であるという世論の高まりから、KFC社は米国などで消費者団体から提訴されており、2006年10月30日、米国本社は2007年4月までに北米でのショートニングの使用を取りやめると発表した。米国本社でさまざまな代替品を検討した結果、遺伝子組み換えの低リノール酸大豆油が本来の味覚にもっとも近いということから採用される見通しである。
味付けの秘密は、11種類のハーブとスパイスによるもの（11スパイス）と説明され、調合スパイスの種類と調合率はごく一部の者にしか知られていない厳重な企業機密である（ショウガ、ニンニク、セージ、ナツメグ、フェンネル、オニオンフレークなど一部は公表されている）。一方、ジャーナリストのウィリアム・パウンドストーンは調査を行い、自著「BIG SECRETS」の中でその時点においてはハーブは含まれておらず、調味料は塩と黒コショウとグルタミン酸ソーダだけであったとの結論を導いている。

### 食べ放題
食べ放題を世界各国の一部地域・一部店舗にて展開しており、アメリカは7米ドル程度、オーストラリアは10豪ドル程度と、価格のばらつきがあるが実施している。
日本では、東京都町田市にある「南町田グランベリーパーク店」、大阪府吹田市にある「ららぽーとEXPOCITY店」と愛知県名古屋市にある「ららぽーと名古屋みなとアクルス店」にて、通年でビュッフェ形式でのチキン等の食べ放題が可能である。その他の店舗でも、期間限定で食べ放題を実施することがある。
また2018年7月20日から8月末までの毎週金曜日の午後4時以降、全国の218店舗にて事前予約限定で食べ放題が実施された。

### ゲーム機市場参入へ
2020年6月、同年11月12日にゲーム機「KFConsole」を発売すると発表した。その後は全く音沙汰が無かったが、11月12日に発売日を同年12月11日、さらに同日には同月18日に再延期され、同日には96時間後を示す謎の画像が投稿され、96時間後となる12月23日にはその正体がチキンチャンバー機能を持つゲーミングPCであることが明かされた。CPUやグラフィックスカードの排熱を利用してチキンを温めることができる模様。飲食業が全くの異業種への参入で、今後の動向に注目される。

## ロゴとカーネル立像
似顔絵は1955年頃、最初のフランチャイズ店であったピート・ハーマンの店で持ち帰り用の紙箱に印刷された線画のイラストが始まり。本人は「マグカップみたいだ」と遠慮した話が残っている。1998年からは「スマイリーカーネル」と呼ばれるロゴが登場した。
立像はカナダのある店舗でイベント用に作られたもので、倉庫に眠っていた。これを日本の幹部が見つけて持ち帰り、飾られるようになった。日本だけの人形だったが、後に外国でも模倣されるようになった。

### カーネル・サンダースの呪い
1985年10月16日、阪神タイガース優勝の当日、戎橋近くにあったケンタッキーフライドチキン道頓堀店（閉店）のカーネル・サンダース像が阪神ファンによって担ぎ出された。優勝に貢献した三冠王ランディ・バースに似ているという理由でファンによって胴上げされ、近くを流れる道頓堀川に投げ込まれた。沈んだ銅像はそのまま行方不明になり、見つかることなく時が過ぎ、阪神タイガースも低迷期に入る。ファンの間では、阪神が優勝できないのは「カーネル・サンダースの呪い」だとも言われた。
世間からも忘れ去られつつあったが、2009年3月10日、水辺整備事業の一環で道頓堀川底を調査していた大阪市建設局によって、カーネル・サンダース像が24年ぶりに発見された。修復されたカーネル・サンダース像は、幸運の象徴として「おかえり！カーネル」と命名された。
「おかえり！カーネル」像は2013年3月から日本KFCホールディングス社本社内に展示され、2017年に本社が横浜へと移転したタイミングで日本KFCホールディングス社関西オフィスへと移された。しかし、人形自体が老朽化し、保管が困難となったことから、2024年3月8日、大阪市の住吉大社にて人形納め（廃棄）が実施された。

## 事件
- マクドナルドなどと同様、アメリカ文化の象徴ともいえるケンタッキーは、アメリカのアフガニスタン紛争やイラク戦争が起きたとき、パキスタン、インドネシア、エジプトなどのイスラム社会では破壊や放火など被害が起きる[要出典]。
- 2005年、動物愛護団体PETAスタッフが抗議のためケンタッキー・フライド・クルーエルティ.comに一時改名した[66]。
- 2007年3月、中国北京市内の店で販売されていたチキンから発癌性の疑いが強いスーダンレッドが検出され、一部商品の製造販売が中止された。これは、スーダンレッドがチキンの味付けに用いられていたチリペッパーの着色料として使われていたことに原因があり、中国国内の店舗網だけの問題であった（ケンタッキーだけを狙い撃ちした措置ではなく、同じ製造元の唐辛子を利用していた数十社の業者にも製造中止等の措置が行われている）[要出典]。